# Battaglia dello stretto di Malacca
La battaglia dello stretto di Malacca, a volte indicata anche come battaglia al largo di Penang, venne combattuta nella notte tra il 15 e il 16 maggio 1945 nelle acque dello stretto di Malacca, durante i più vasti eventi del teatro del sud-est asiatico della seconda guerra mondiale.
Una formazione di cacciatorpediniere della Royal Navy britannica tese un agguato all'incrociatore giapponese Haguro, mentre procedeva con una scorta ridotta lungo lo stretto di Malacca di rientro da un'abortita missione in direzione delle isole Andamane; nel corso di un confuso scontro notturno l'incrociatore venne silurato affondando con gravi perdite umane, mentre i britannici si sganciarono dopo aver subito solo danni minori.

## Antefatti
All'inizio del 1945 le forze armate dell'Impero giapponese erano ormai in piena ritirata su tutti i fronti. Dopo aver spezzato il nerbo della flotta della Marina imperiale giapponese nella battaglia del Golfo di Leyte, le forze degli Alleati avevano portato la guerra sempre più vicino al Giappone stesso, sbarcano a Iwo Jima il 19 febbraio e a Okinawa il 1º aprile. Nel Sud-est asiatico, le truppe anglo-indiane da anni impegnate nella difficile campagna della Birmania avevano infine ottenuto una rottura del fronte dopo la vittoria nella battaglia di Meiktila e Mandalay in marzo, arrivando a liberare la capitale Rangoon il 2 maggio; con le unità dell'Esercito giapponese in piena ritirata alla volta della Thailandia, la Marina venne chiamata ad evacuare alcune delle guarnigioni più periferiche che avevano ormai perso di qualsiasi importanza.
Il 9 maggio 1945 il viceammiraglio Shintarō Hashimoto, comandante della 5ª Divisione incrociatori di base nel Sud-est asiatico, lasciò la base di Singapore con la sua nave ammiraglia, l'incrociatore pesante Haguro, e il cacciatorpediniere Kamikaze diretto a Port Blair nell'arcipelago delle isole Andamane, per rifornire ed evacuare la locale guarnigione nipponica. La partenza della piccola formazione fu segnalata al comando della Royal Navy dalla decifrazione di una comunicazione radio nemica, e in seguito confermata dagli avvistamenti ottenuti dai sommergibili HMS Statesman e HMS Subtle in missione nello stretto di Malacca; la Force 61 della Eastern Fleet britannica, composta da due navi da battaglia, quattro portaerei di scorta, tre incrociatori e vari cacciatorpediniere al comando dell'ammiraglio Arthur Power, lasciò quindi la base di Trincomalee a Ceylon il 10 maggio per dirigere all'intercettamento delle unità giapponesi. Hashimoto era riluttante a impegnare battaglia contro la più numerosa flotta nemica, e dopo aver ricevuto l'11 maggio notizie circa l'avvistamento di navi britanniche a opera di un aereo da ricognizione giapponese decise di invertire la rotta e rientrare a Singapore.
Il 14 maggio Hashimoto riprese nuovamente il mare con l'Haguro e il Kamikaze per tentare nuovamente di raggiungere Port Blair. La Force 61 di Power era rimasta in mare in attesa delle unità nemiche, e il 15 maggio aerei da ricognizione britannici avvistarono le due navi mentre navigavano su per lo stretto di Malacca; bombardieri in picchiata Grumman TBF Avenger dell'851 Naval Air Squadron, decollati dalla portaerei HMS Emperor, attaccarono la formazione alle 15:41 causando però solo qualche danno minore all'Haguro e perdendo un velivolo abbattuto dal tiro contraereo.
Dopo questo attacco, e informato che due squadriglie di cacciatorpediniere britannici gli sbarravano la rotta, Hashimoto decise di invertire la marcia e rientrare verso Singapore; la mossa era stata tuttavia anticipata dai britannici, e ad attendere le navi nipponiche si trovava la 26th Destroyer Flotilla del capitano Manley Laurence Power, composta dai cacciatorpediniere HMS Saumarez, HMS Verulam, HMS Venus, HMS Vigilant e HMS Virago.

## La battaglia

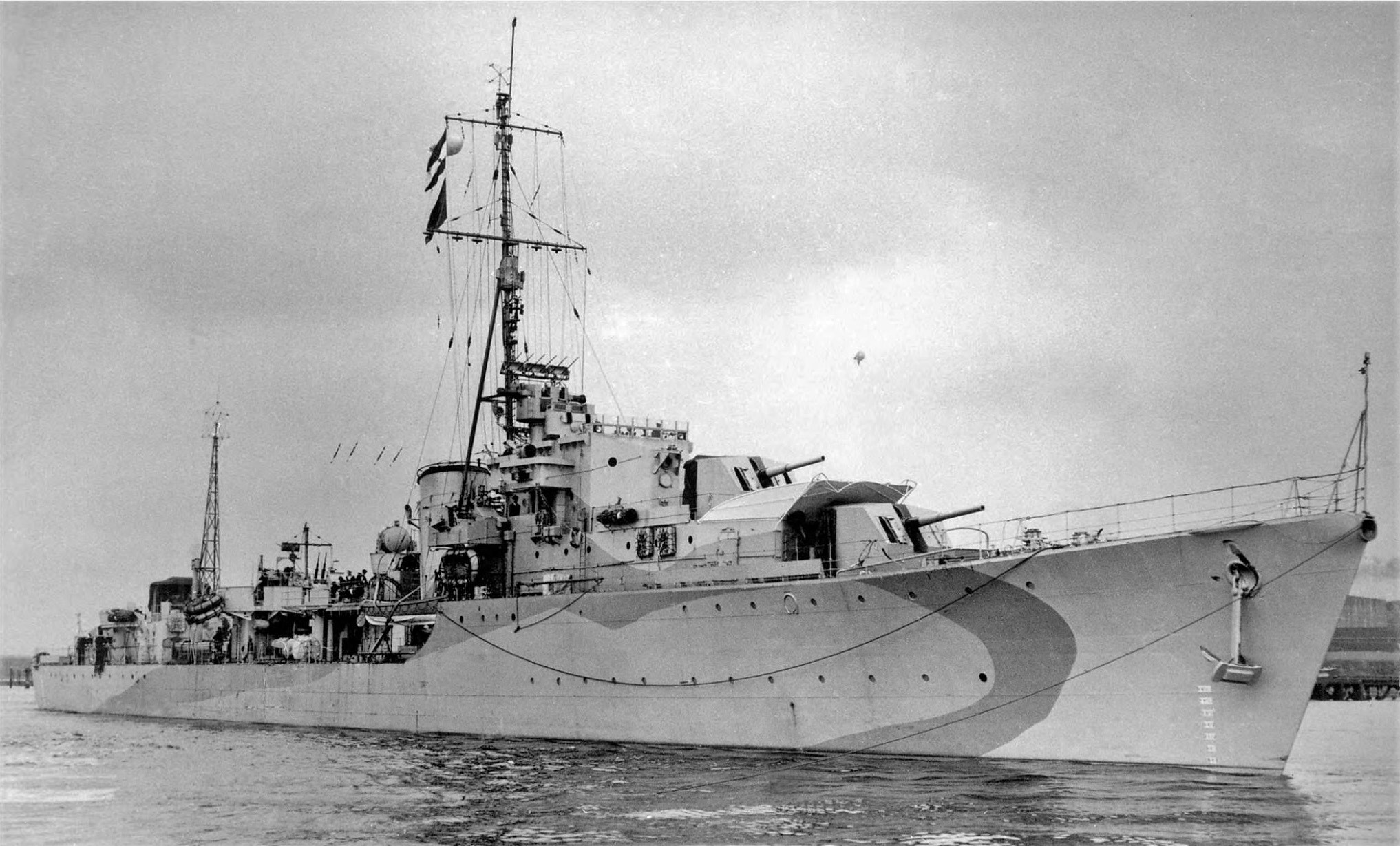
Il cacciatorpediniere HMS Saumarez, capoflottiglia della squadra britannica

Intorno alle 22:00 del 15 maggio, nel bel mezzo di un violento temporale, il Venus stabilì un contatto radar a una distanza di 34 miglia nautiche (63 chilometri); i cacciatorpediniere britannici si schierarono in un cordone semicircolare esteso da nord-ovest verso est e attesero che le navi giapponesi entrassero nella trappola.
Intorno alle 01:05 del 16 maggio, il cacciatorpediniere Venus, mentre procedeva oltre la nave più a nord-ovest nella forza di Power, si ritrovò a navigare parallelamente all'Haguro in una perfetta posizione d'attacco con i siluri; ma l'ufficiale addetto ai siluri sbagliò il calcolo dell'angolo di tiro e l'opportunità andò sprecata. Il Venus virò con forza verso sinistra per liberare l'area di tiro ma mantenendo comunque l'accerchiamento; l'Haguro, che aveva avvistato il cacciatorpediniere nemico, pensò che il Venus avesse lanciato dei siluri e virò verso sud per evitare gli ordigni; in questo modo, tuttavia, finì con il penetrare ancora di più nella trappola dei britannici.
Il Saumarez (nave di bandiera di Power) e il Verulam si trovarono così in ottima posizione per lanciare. L'Haguro comparve a prua del Saumarez a una distanza di 3,4 miglia, con entrambe le unità che procedevano a 30 nodi di velocità; il Kamikaze comparve tuttavia subito dopo a prua sul lato di dritta, procedendo in rotta di collisione con il Saumarez. Il cacciatorpediniere britannico aprì subito il fuoco contro il Kamikaze con i suoi pezzi da 120 mm di prua a guida radar, centrandolo alla seconda salva, mentre i cannoni antiaerei da 40 mm di poppa sventagliavano l'unità nipponica per tutta la sua lunghezza mentre sfilava davanti al Saumarez. L'Haguro intervenne nello scontro in atto sparando una bordata con i suoi 10 cannoni principali da 200 mm e con quattro pezzi secondari da 127 mm: enormi colonne d'acqua si alzarono ai lati del capoflottiglia britannico, ma le vampate dei cannoni resero l'Haguro perfettamente visibile al resto delle unità britanniche.

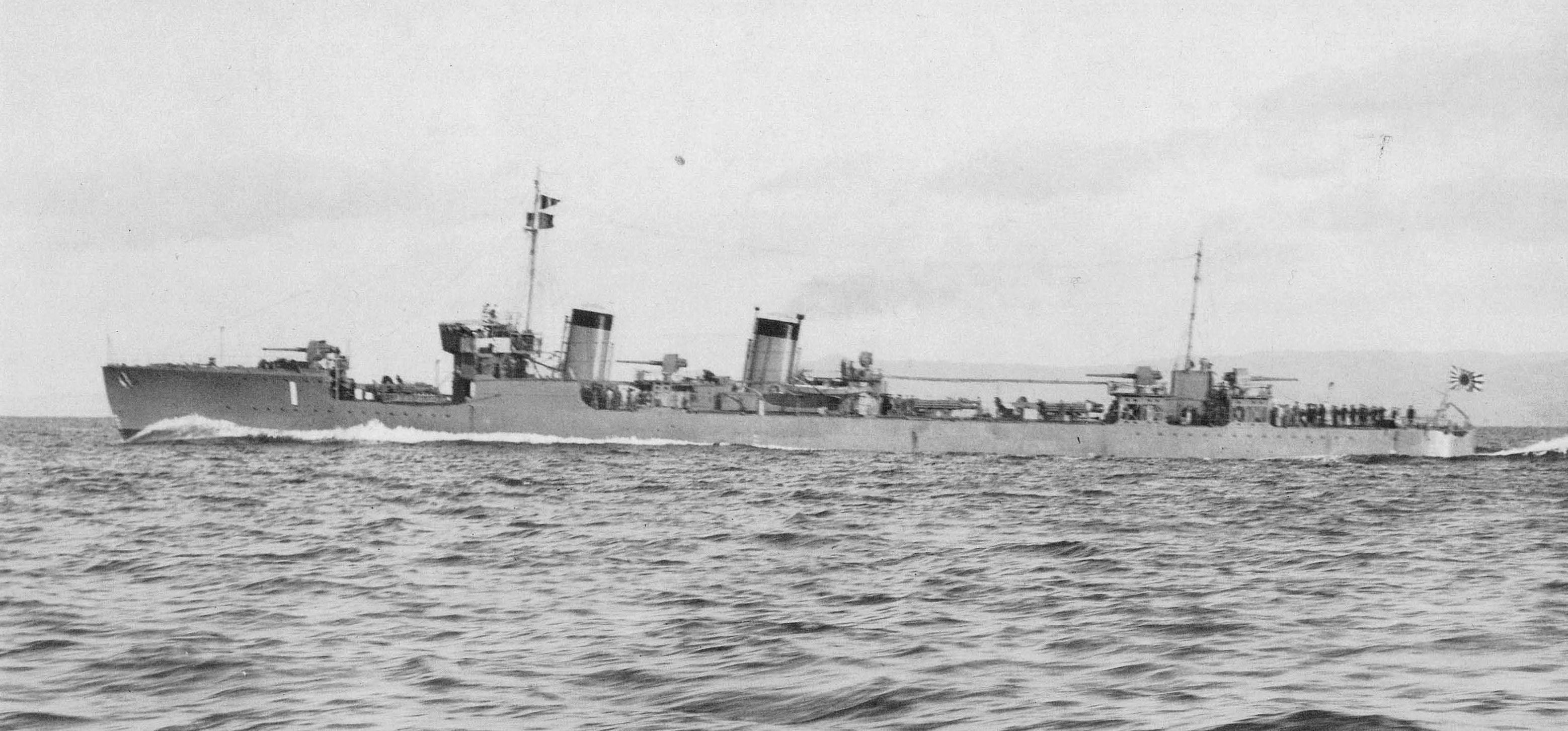
Il cacciatorpediniere giapponese Kamikaze

All'01:11, poco dopo aver lanciato i siluri, il Saumarez fu colpito dal tiro nipponico: il fumaiolo venne centrato e un proiettile da 127 mm penetrò nella sala caldaie Numero 1, recidendo una condotta del vapore; cinque uomini furono investiti dal vapore incandescente e due di essi morirono per le ustioni riportate, ma il proiettile giapponese non esplose e fu in seguito gettato fuori bordo dall'equipaggio britannico; un secondo colpo da 203 mm centrò il cassero, ma parimenti non detonò. Mentre il capoflottiglia britannico si allontanava verso nord dal luogo dello scontro avvistò una violenta esplosione, che generò una certa confusione: Power pensò che il Kamikaze fosse saltato in aria, mentre uomini del Virago e del Vigilant ritennero che invece fosse stato il Saumarez stesso a esplodere; probabilmente, si trattò della collisione di due dei molti siluri britannici lanciati in acqua contemporaneamente dalle varie unità.
All'01:15 l'Haguro fu centrato da tre dei siluri lanciati dal Saumarez e dal Verulam: la sala del generatore di prua fu allagata portando a uno sbandamento di 15° e al rallentamento dell'unità, mentre i fusti di carburante trasportati sul ponte attorno alle torri d'artiglieria anteriori presero fuoco. All'01:25 l'incrociatore fu centrato da un altro siluro, questa volta lanciato dal Venus, e due minuti più tardi fu raggiunto da altri due siluri lanciati dal Virago: con le sale macchina allagate l'Haguro si immobilizzò, mentre lo sbandamento raggiungeva i 35° e la perdita di potenza elettrica zittiva la maggior parte dei cannoni; vari colpi d'artiglieria sparati dai cacciatorpediniere britannici raggiunsero la plancia, uccidendo diversi ufficiali dell'incrociatore.
L'Haguro affondò infine di prua intorno alle 02:06 nella posizione 04° 49' N, 99° 42' E, dopo aver ricevuto un altro siluro dal Vigilant e due dal Venus; tanto il viceammiraglio Hashimoto quando il comandante dell'incrociatore contrammiraglio Kaju Sugiura perirono nell'affondamento, unitamente a 751 membri dell'equipaggio. Il Kamikaze, danneggiato ma ancora capace di navigare, si allontanò dal luogo dello scontro dopo aver riportato 27 morti e 14 feriti tra il suo equipaggio.

## Conseguenze
La mattina del 17 maggio tre idrovolanti Aichi E13A giapponesi decollati da Penang sorvolarono il luogo dello scontro e individuarono diversi naufraghi ancora in acqua; il Kamikaze tornò sul posto e trasse a bordo 320 uomini, di cui sei perirono in seguito per le ferite riportate. La battaglia dello stretto di Malacca fu uno degli ultimi combattimenti navali di superficie di tutta la guerra; Louis Mountbatten, comandante alleato per il Sud-est asiatico e in passato a sua volta capitano di un cacciatorpediniere, nel suo rapporto al Combined Chiefs of Staff descrisse l'azione del 15-16 maggio come «un eccezionale esempio di attacco notturno da parte dei cacciatorpediniere».